# Лю Цун
Лю Цун (кит. трад. 劉聰, упр. 刘聪, пиньинь Líu Cōng, ? — 318), взрослое имя Сюаньмэнь (玄門), по прозвищу Цзай (載), посмертное имя Чжаоу-хуанди (昭武皇帝), храмовое имя Ле-цзун (烈宗) — император хуннского государства Северная Хань.

## Биография
Лю Цун был четвёртым сыном Лю Юаня, вместе с отцом жил при дворе цзиньского императора в Лояне. Когда шла война восьми князей, его зазывал к себе Сыма Юн, но так как его отец был при Сыма Ине, то Лю Цун также предпочёл служить Сыма Ину.
Когда в 304 году Лю Юань провозгласил независимость от империи Цзинь и объявил о создании государства Хань, приняв титул Хань-ван, то Лю Цун стал одним из его главных полководцев. В 308 году Лю Юань провозгласил себя императором, а Лю Цуну дал титул Чу-ван (楚王). В 309 году Лю Цун разбил крупную цзиньскую армию, и попытался осадить цзиньскую столицу Лоян, но был отбит, после чего отец отозвал его в ханьскую столицу Пинъян.
Летом 310 года Лю Юань заболел и, объявив Лю Хэ наследником престола, призвал в столицу и других сыновей со своими отрядами. После того, как Лю Юань в том же году скончался, взошедший на престол Лю Хэ попытался напасть на своих братьев, однако Лю Цун разбил нападавших, убил Лю Хэ и занял трон сам.
В 311 году войска Лю Цуна окончательно разбили цзиньские силы в центральном Китае, и пленили императора Хуай-ди.
С 312 года Лю Цун начал всё больше и больше времени уделять своему гарему, и всё меньше и меньше — государственным делам. Весной 313 года он казнил пленённого императора Хуай-ди. После этого в Чанъани племянник казнённого императора Сыма Е провозгласил себя новым императором, и хотя империя Цзинь уже не представляла никакой серьёзной угрозы империи Хань, этот поступок привлёк внимание Лю Цуна, и Чанъань стал объектом атак его войск в последующие годы.
В 314 году Лю Цун сделал своего сына Лю Цаня главным министром. Прошёл слух, что это не понравилось императорскому брату Лю Аю, и тот замыслили государственный переворот; Лю Цун поместил Лю Ая под домашний арест.
Осенью 316 года Лю Яо напал на Чанъань и пленил императора Минь-ди, завершив тем самым эпоху Западной Цзинь. Осенью 317 года Лю Цун объявил Лю Цаня наследником престола. В связи с тем, что ряд восстаний и нападений после этого имели целью попытку захватить Лю Цаня, чтобы впоследствии обменять его на пленённого императора, весной 318 года Лю Цун согласился с предложениями придворных и казнил Минь-ди.
В 318 году династию постигла большая беда: сгорело одно из крыльев дворца, и в огне погибло 20 членов фамилии Лю. Лю Цун сильно переживал гибель в огне своего сына Лю Кана, и это подорвало его здоровье. Вскоре после этого он умер.

## Девизы правления
- Гуансин (光興 Guāngxīng) 310—311
- Цзяпин (嘉平 Jiāpíng) 311—315
- Цзяньюань (建元 Jiànyuán) 315—316
- Линьцзя (麟嘉 Línjiā) 316—318